# Об'єднана громадянська партія
«Об'є́днана громадя́нська па́ртія» (біл. «Аб'яднаная грамадзянская партыя») — одна з найбільших політичних партій Білорусі.
Утворилася 1995 року після злиття Об'єднаної демократичної партії та Громадянської партії.
Партія стоїть на ліберально-консервативних позиціях, основні цінності — свобода, приватна власність, права людини. Співпрацює з програмно близькою до неї російською партією «Союз правих сил». Голова партії — Анатолій Лебедько. Серед провідних членів — Геннадій Карпенко, Віктор Гончар, Михайло Чигирь, Ольга Карач, Олександр Добровольський, Андрій Климов, Володимир Кудинов, Олександр Соснов, Павло Козловський.
В березні 2006 року лідер партії програв вибори єдиного кандидата від опозиції на посаду президента Білорусі. В наш час[коли?] партія має дуже незначний вплив в білоруському суспільстві.
Політична партія знаходиться в опозиції до режиму Лукашенка. Члени партії різко критикують Лукашенко.